# José Francisco Altur
José Francisco Altur (Valencia, 24 marzo 1968) è un allenatore di tennis ed ex tennista spagnolo.

## Carriera

### Giocatore
In carriera ha vinto un titolo nel singolare, gli Internazionali di Tennis di San Marino nel 1989. Nei tornei del Grande Slam ha ottenuto il suo miglior risultato raggiungendo il secondo turno nel doppio agli Australian Open nel 1990. Si è ritirato dall'attività agonistica nel 1995.

### Allenatore
Dal 1997 ha intrapreso la carriera di allenatore, ha aperto la un'accademia di tennis insieme a Pablo Lozano ed ha lavorato tra gli altri con David Ferrer, Igor' Andreev, Tarō Daniel e Daniel Gimeno Traver.

## Statistiche

### Singolare

#### Vittorie (1)
| Numero | Anno           | Torneo                                                      | Superficie  | Avversario in finale | Punteggio     |
| 1.     | 27 agosto 1989 | Internazionali di Tennis di San Marino, Città di San Marino | Terra rossa | Roberto Azar         | 6-7, 6-4, 6-1 |